# Oh My Love (album)
"OH MY LOVE" là album phòng thu thứ 5 của ZARD, được phát hành ngày 4 tháng 6 năm 1994 dưới hãng đĩa B-Gram RECORDS. Đĩa đứng hạng nhất trong tuần trên bảng xếp hạng album của Oricon. Nó được xếp hạng trong 75 tuần và đã bán được 2,002,070 bản.

## Danh sách bài hát
Tất cả lời bài hát được viết bởi Izumi Sakai và được sắp xếp bởi Masao Akashi.
1. Oh my love
Nhạc: Tetsuro Oda
2. Top Secret
Nhạc: Seiichiroh Kuribayashi
3. Kitto wasurenai (きっと忘れない?)
Nhạc: Tetsuro Oda
4. Mou sukoshi ato sukoshi... (もう少し　あと少し···?)
Nhạc: Seiichiroh Kuribayashi
5. Ame ni nurete (雨に濡れて?)
Nhạc: Seiichiroh Kuribayashi
6. Kono ai ni oyogi tsukarete mo (この愛に泳ぎ疲れても?)
Nhạc: Tetsuro Oda
7. I still remember
Nhạc: Seiichiro Kuribayashi
8. If you gimme smile
Nhạc: Seiichiro Kuribayashi
9. Rainen no natsu mo (来年の夏も?)
Nhạc: Seiichiro Kuribayashi
10. Anata ni kaeritai (あなたに帰りたい?)[3]
Nhạc: Seiichiro Kuribayashi

## Giải thưởng
- Số lượng album bán được trong tuần đầu tiên là khoảng 580,000 bản và vượt quá 2 triệu bản ở tuần thứ 75. Trở thành album phòng thu bán chạy thứ hai của ZARD.
- Album này đã nhận được Giải thưởng Đĩa vàng của Hiệp hội Công nghiệp Ghi âm Nhật Bản.[4]